# Lysternes have
Lysternes have er den moderne titel på et triptykon malet af den hollandske maler Hieronymus Bosch. Det har hængt på Museo del Prado i Madrid siden 1939. Det er fra mellem 1490 og 1510, da Bosch var ca. 50 år, og det er et af hans mest velkendte og mest ambitiøse, komplette værker. Det afslører, at kunstneren er på højden; i intet andet maleri har han opnået en så stor kompleksitet eller en så livagtig afbildning.
Triptykonet er malet med olie på eg og er et firkantet midterparti, flankeret af to rektangulære fløje af eg, som kan lukkes over midten som skodder. Når fløjene er foldet ind over midten, viser de grisaillemalerier af Jorden under Skabelsesberetningen. De tre scener på de indre tryptokoner er muligvis beregnet til at blive læst fra venstre mod højre. Det venstre panel viser Gud præsentere Eva for Adam, det centrale panel er et bredt panorama af seksuelt engagerede nøgne figurer, fantasidyr, overdimensionerede frugter og klippeformationer. Højre fløj viser helvedes pinsler og forbandelser.